# Hybolasius
Hybolasius es un género de escarabajos longicornios de la tribu Acanthocinini.

## Especies
- Hybolasius castaneus Broun, 1893
- Hybolasius cristatellus Bates, 1876
- Hybolasius cristus (Fabricius, 1775)
- Hybolasius dubius Broun, 1893
- Hybolasius femoralis Broun, 1893
- Hybolasius lanipes Sharp, 1877
- Hybolasius modestus Broun, 1880
- Hybolasius optatus Broun, 1893
- Hybolasius parvus Broun, 1880
- Hybolasius pedator Bates, 1876
- Hybolasius picitarsis Broun, 1883
- Hybolasius postfasciatus Breuning, 1940
- Hybolasius promissus Broun, 1880
- Hybolasius pumilus (Pascoe, 1876)
- Hybolasius trigonellaris Hutton, 1898
- Hybolasius vegetus Broun, 1881
- Hybolasius viridescens Bates, 1874
- Hybolasius wakefieldi Bates, 1876